# Taça Cidade de Manaus de Futebol
A Taça cidade de Manaus ou Taça do Segundo Turno é um torneio de futebol realizado em anexo ao Campeonato Amazonense de Futebol como sua última parte, sempre que este foi dividido em dois ou mais módulos(turnos). Assim como qualquer competição oficial de futebol do estado do Amazonas, é organizada pela Federação Amazonense de Futebol e atualmente seu campeão obtém vaga no Campeonato Brasileiro de Futebol - Série D e na Copa do Brasil de Futebol, além da vaga na final estadual. 

## O Último Turno
Ainda em época de amadorismo, o Campeonato Amazonense de Futebol era costumeiramente dividido em turnos, que premiavam seu campeão com direito à final do campeonato. Depois de alguns anos foi convencionado pela FAF que o Último Turno do Estadual seria nomeado como "Taça Cidade de Manaus" e seu campeão tem como prêmio a participação na Final geral do campeonato, assim como também vagas nos principais torneios nacionais do país, como a Copa do Brasil de Futebol e no Campeonato Brasileiro de Futebol - Série D. 

## Anos
Listados apenas os campeões da fase profissional.
| Edição | Ano  | Campeão                   | Final                | Vice-campeão            |
| ------ | ---- | ------------------------- | -------------------- | ----------------------- |
| 1ª     | 1963 | América (Manaus)          | 1x1 - 2x2 (1x0 esc.) | Rio Negro (Manaus)      |
| 2ª     | 1964 | Nacional (Manaus)         | Pontos Corridos      | Rio Negro (Manaus)      |
| 3ª     | 1965 | Nacional (Manaus)         | Pontos Corridos      | Sul América (Manaus)    |
| 4ª     | 1966 | Nacional (Manaus)         | Pontos Corridos      | São Raimundo (Manaus)   |
| 5ª     | 1967 | Olímpico (Manaus))        | Pontos Corridos      | Fast Clube(Manaus)      |
| 6ª     | 1968 | Nacional(Manaus)          | Pontos Corridos      | São Raimundo (Manaus)   |
| 7ª     | 1969 | Nacional(Manaus)          | Pontos Corridos      | Fast Clube (Manaus)     |
| 8ª     | 1970 | Fast Clube (Manaus)       | Pontos Corridos      | Nacional(Manaus)        |
| 9ª     | 1971 | Rodoviária (Manaus)       | Pontos Corridos      | Olímpico Clube(Manaus)) |
| 10ª    | 1972 | Nacional(Manaus)          | Pontos Corridos      | São Raimundo (Manaus)   |
| 11ª    | 1973 | Rio Negro(Manaus)         | Pontos Corridos      | Fast Clube (Manaus)     |
| 12ª    | 1974 | Nacional(Manaus)          | Pontos Corridos      | Fast Clube (Manaus)     |
| 13ª    | 1975 | Rio Negro(Manaus)         | Pontos Corridos      | Fast Clube(Manaus)      |
| 14ª    | 1976 | Nacional(Manaus)          | Triangular Final     | Rio Negro(Manaus)       |
| 15ª    | 1977 | Nacional(Manaus)          | Pontos Corridos      | Fast Clube (Manaus)     |
| 16ª    | 1978 | Nacional(Manaus)          | Triangular Final     | América (Manaus)        |
| 17ª    | 1979 | Nacional(Manaus)          | Pontos Corridos      | Rio Negro(Manaus)       |
| 18ª    | 1980 | Fast Clube (Manaus)       | Triangular Final     | Nacional(Manaus)        |
| 19ª    | 1981 | Nacional(Manaus)          | Quadrangular Final   | Sul América (Manaus)    |
| 20ª    | 1982 | Rio Negro(Manaus)         | Quadrangular Final   | Nacional(Manaus)        |
| 21ª    | 1983 | Rio Negro(Manaus)         | 0x0 - 1x0            | Nacional(Manaus)        |
| 22ª    | 1984 | Nacional (Manaus)         | 1x1 (MC)             | Rio Negro (Manaus)      |
| 23ª    | 1985 | Nacional (Manaus)         | Quadrangular Final   | Rio Negro (Manaus)      |
| 24ª    | 1986 | Rio Negro (Manaus)        | Quadrangular Final   | Penarol (Itacoatiara)   |
| 25ª    | 1987 | Nacional (Manaus)         | Triangular Final     | Rio Negro (Manaus)      |
| 26ª    | 1988 | América (Manaus)          | Pontos Corridos      | Penarol (Itacoatiara)   |
| 27ª    | 1989 | Nacional (Manaus)         | Pontos Corridos      | Sul América (Manaus)    |
| 28ª    | 1990 | Nacional (Manaus)         | 1x0                  | Rio Negro (Manaus)      |
| 29ª    | 1991 | Fast Clube (Manaus)       | Pontos Corridos      | Nacional (Manaus)       |
| 30ª    | 1992 | Sul América (Manaus))     | Pontos Corridos      | Nacional (Manaus)       |
| 31ª    | 1993 | Sul América (Manaus))     | Pontos Corridos      | Nacional (Manaus)       |
| 32ª    | 1994 | América (Manaus)          | 0x0 (3x0p)           | Nacional (Manaus)       |
| 33ª    | 1995 | Nacional (Manaus)         | Pontos Corridos      | Princesa (Manacapuru)   |
| 34ª    | 1996 | Clíper (Manaus)           | Pontos Corridos      | São Raimundo (Manaus)   |
| 35ª    | 1997 | São Raimundo (Manaus)     | Pontos Corridos      | Princesa (Manacapuru)   |
| 36ª    | 1998 | São Raimundo (Manaus)     | Pontos Corridos      | Rio Negro (Manaus)      |
| 37ª    | 1999 | São Raimundo (Manaus)     | Pontos Corridos      | Rio Negro (Manaus)      |
| 38ª    | 2000 | Nacional (Manaus)         | Pontos Corridos      | Sul América (Manaus)    |
| 39ª    | 2001 | Nacional (Manaus)         | Pontos Corridos      | São Raimundo (Manaus)   |
| 40ª    | 2002 | Nacional (Manaus)         | Pontos Corridos      | São Raimundo (Manaus)   |
| 41ª    | 2003 | Nacional (Manaus)         | Pontos Corridos      | São Raimundo (Manaus)   |
| 42ª    | 2004 | São Raimundo (Manaus)     | Pontos Corridos      | Nacional (Manaus)       |
| 43ª    | 2005 | Coariense (Coari)         | 3x2                  | Nacional (Manaus)       |
| 44ª    | 2006 | São Raimundo (Manaus)     | 1x1 (MC)             | Fast Clube (Manaus)     |
| 45ª    | 2007 | Nacional (Manaus)         | 2x1                  | Princesa (Manacapuru)   |
| 46ª    | 2008 | Holanda (Rio Preto da Eva | 1x1 (MC)             | Fast Clube (Manaus)     |
| 47ª    | 2009 | América (Manaus)          | 1x1 (MC)             | Fast Clube (Manaus)     |
| 48ª    | 2010 | Penarol (Itacoatiara)     | 1x1 (5x4p)           | São Raimundo (Manaus)   |
| 49ª    | 2011 | Nacional (Manaus)         | 2x2 (4x3p)           | Penarol (Itacoatiara)   |
| 50°    | 2012 | Fast Clube (Manaus)       | 2x0 - 2x0            | Iranduba (Iranduba)     |
| 51º    | 2013 | Nacional (Manaus)         | 4x2 - 0x0            | Princesa (Manacapuru)   |
| 52º    | 2014 | Fast Clube (Manaus)       | 2x1 - 2x1            | Princesa (Manacapuru)   |
| 53º    | 2015 | Fast Clube (Manaus)       | Pontos Corridos      | Nacional (Manaus)       |
| 54º    | 2016 | Princesa (Manacapuru)     | Pontos Corridos      | Fast Clube (Manaus)     |
| 55º    | 2017 | Manaus FC (Manaus)        | Pontos Corridos      | Nacional (Manaus)       |
| 56ª    | 2018 | Manaus FC (Manaus)        | 3x1                  | Princesa (Manacapuru)   |
| 57º    | 2019 | Manaus FC (Manaus)        | 0x0 (MC)             | Nacional (Manaus)       |
| 58º    | 2020 | Indefinido                | x                    | Indefinido              |

## Campeões
| Clube                             | Campeão | Anos dos Títulos                                                             | Vice | Anos dos Vices                        |
| --------------------------------- | ------- | ---------------------------------------------------------------------------- | ---- | ------------------------------------- |
| Nacional-AM (Manaus)              | 25      | 1964-65-66-68-69-72-74-76-77-78-79-81-84-85-87-89-90-95-00-01-02-03-07-11-13 | 12   | 1970-80-82-83-91-92-93-94-04-05-15-17 |
| Fast Clube (Manaus)               | 06      | 1970-80-91-12-14-15                                                          | 09   | 1967-69-73-74-75-77-06-08-09          |
| Rio Negro-AM (Manaus)             | 05      | 1973-75-82-83-86                                                             | 10   | 1963-64-76-79-84-85-87-90-98-99       |
| São Raimundo-AM (Manaus)          | 05      | 1997-98-99-04-06                                                             | 08   | 1966-68-72-96-01-02-03-10             |
| América † (Manaus)                | 04      | 1963-88-94-09                                                                | 01   | 1978                                  |
| Manaus FC (Manaus)                | 03      | 2017-18-19                                                                   | 00   |                                       |
| Sul América (Manaus)              | 02      | 1992-93                                                                      | 04   | 1965-81-89-00                         |
| Princesa do Solimões (Manacapuru) | 01      | 2016                                                                         | 06   | 1995-97-07-13-14-16                   |
| Penarol (Itacoatiara)             | 01      | 2010                                                                         | 03   | 1986-88-11                            |
| Olímpico † (Manaus)               | 01      | 1967                                                                         | 01   | 1971                                  |
| Holanda (Rio Preto da Eva)        | 01      | 2008                                                                         | 00   |                                       |
| Coariense † (Coari)               | 01      | 2005                                                                         | 00   |                                       |
| Cliper (Manaus)                   | 01      | 1996                                                                         | 00   |                                       |
| Rodoviária † (Manaus)             | 01      | 1971                                                                         | 00   |                                       |
| Iranduba (Iranduba)               | 00      |                                                                              | 01   | 2012                                  |